# Pistole (Münze)

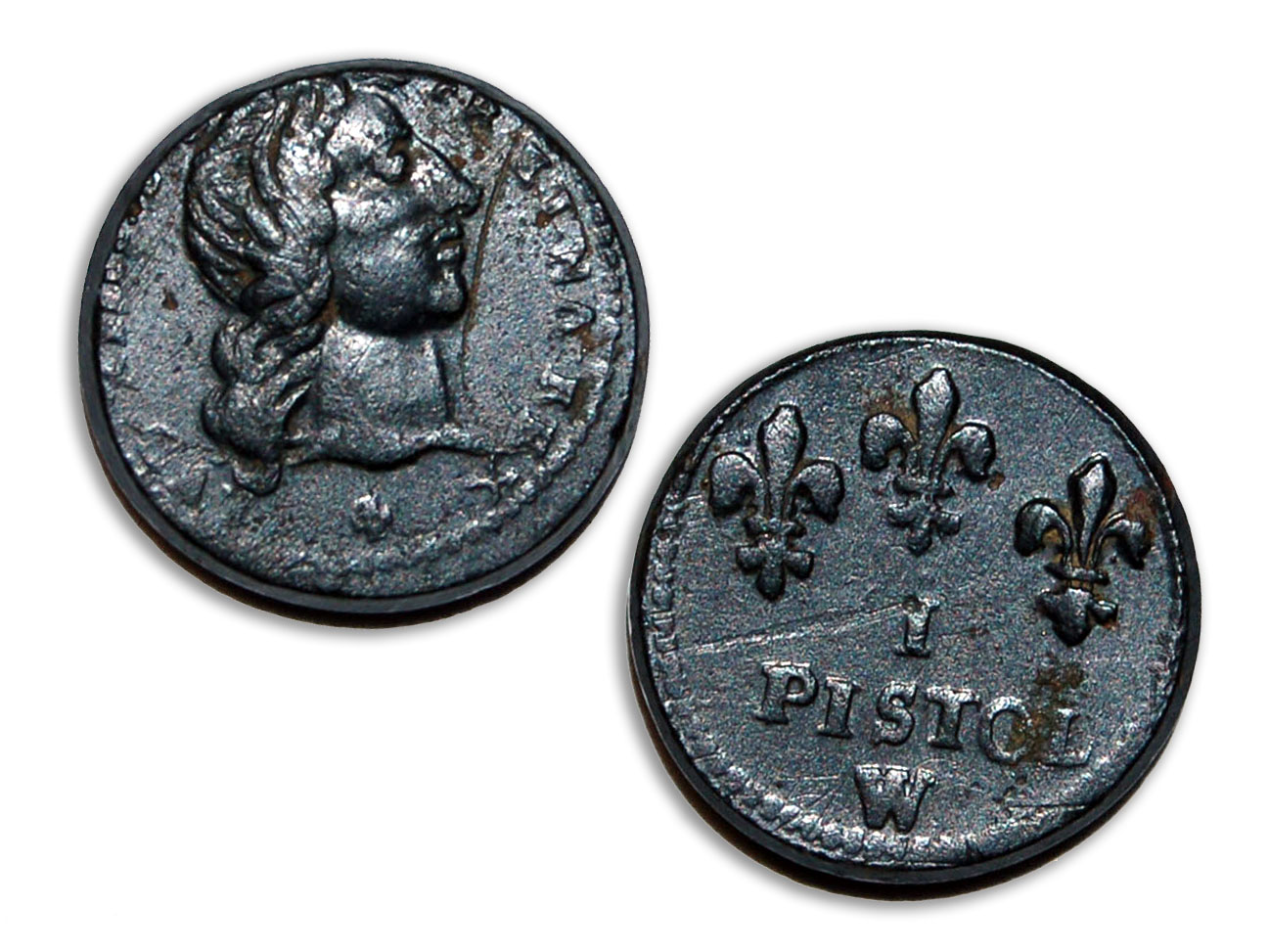
Pistolengewicht von 1690

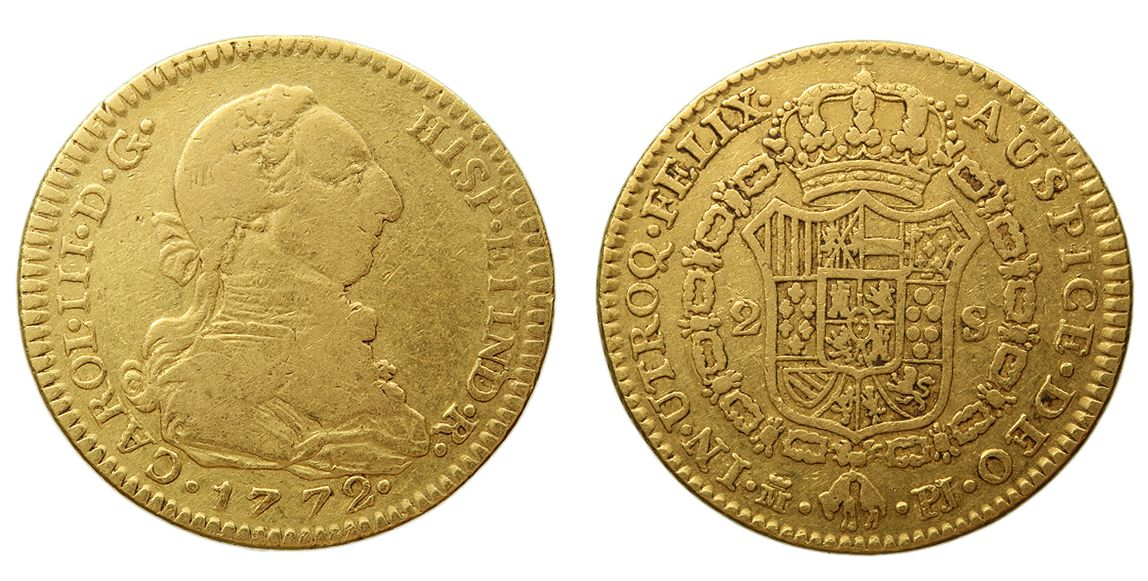
Pistole („Doppelter Escudo“) von Karl III., Spanien, 1772

Eine Pistole war ursprünglich eine spanische Geldmünze aus amerikanischem Gold, die seit 1566 als doppelter Escudo geprägt wurde. Sie zeigte das spanische Wappen und die Säulen des Herakles. Ab 1640 führten Frankreich (im Wert von 10 Livre, später als Louis d’or geprägt) und Genua (im Wert von 50 genueser Lire) den Doppelescudo unter dem Namen Pistole ein.
In Deutschland bezeichnete man im 18. und Anfang des 19. Jahrhunderts Goldmünzen im Wert von fünf Talern wie den Friedrich d’or als Pistole.

## Name
Abgeleitet wurde der Name vermutlich vom spanischen Begriff pistola für ein „Münzplättchen“.